# Park Narodowy Diawling
Park Narodowy Diawling (arab. ‏الحمية الوطنية الجاولينغ‎ – trl. Al-Himīyat Al-Waṭanīat Al-Jawlīngh, fr. Parc National du Diawling) – park narodowy położony w południowo-zachodniej Mauretanii przy granicy z Senegalem. Założony w 1991. Od 1994 objęty jest konwencją ramsarską, od 2001 jest uznawany przez BirdLife International za ostoję ptaków IBA, a od 2012 roku wraz z senegalskim Parkiem Narodowym Oiseaux du Djoudj i innymi terenami został włączony w nowo powstały Transgraniczny Rezerwat Biosfery Delty Senegalu.

## Historia i położenie

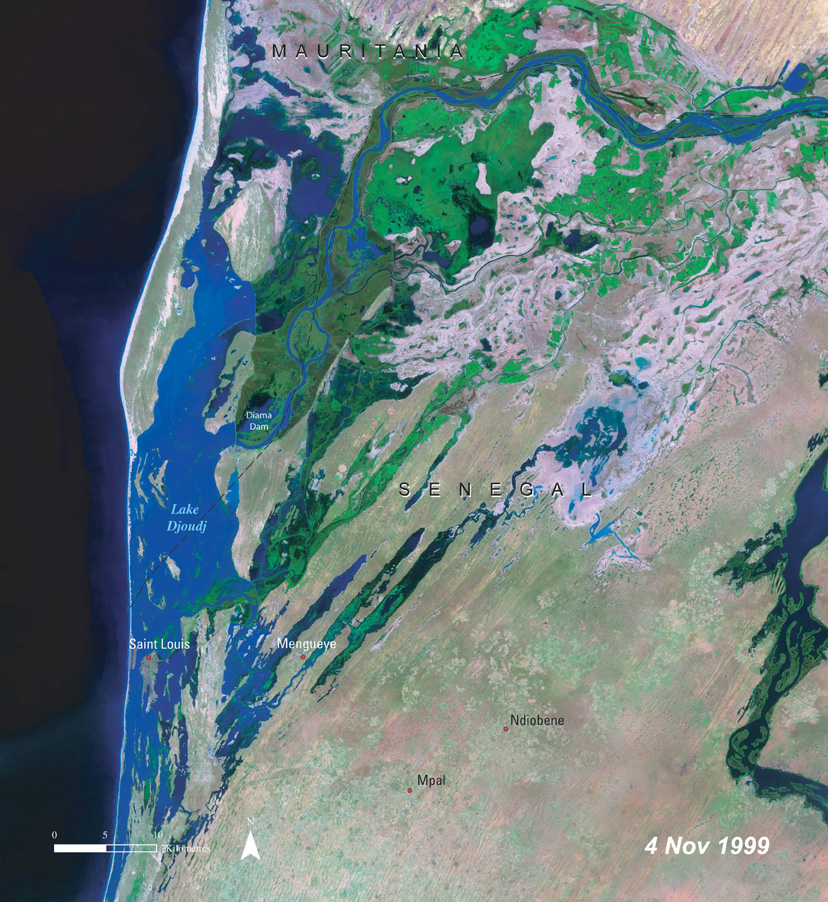
Zdjęcie satelitarne z 1999 przedstawiające okolice delty Senegalu. Teren Parku Narodowego Diawling znajduje się w górnej lewej ćwiartce zdjęcia, bliżej jego środka, po stronie mauretańskiej

Do początku lat 60. XX wieku niższa część delty Senegalu przedstawiała niezwykłą bioróżnorodność i bogactwo form ekologicznych. Była zamieszkana przez stosunkowo dużą populację prowadzących nomadyczny tryb życia pasterzy oraz osiadłych tu rolników i rybaków. Po budowie tamy Diama u ujścia rzeki w 1986 i tamy Mantali w Mali w 1990 ujście Senegalu uległo znacznemu przekształceniu. Rząd Mauretanii zadeklarował wyznaczenie obszaru chronionego w niższej części ujścia Senegalu w latach 80. XX wieku w ramach narodowego planu działań na rzecz ochrony środowiska. W 1989 IUCN rozpoczęła konsultacje z lokalnymi społecznościami, instytucjami rządowymi oraz OMVS w ramach projektu gospodarowania terenami wodnobłotnymi i rozwoju wsi Afryki Zachodniej wspieranego przez holenderski rząd. Park Narodowy Diawling powstał na mocy dekretu N°91-005 z 14 stycznia 1991. 
Park Narodowy Diawling znajduje w południowo-zachodniej Mauretanii. Od wschodu przylega do niego rzeka Senegal, wyznaczająca granicę Mauretanii i Senegalu. Niedaleko parku uchodzi do Oceanu Atlantyckiego. Bezpośrednio za rzeką znajduje się senegalski Park Narodowy Oiseaux du Djoudj. Wraz z Parkiem Narodowym Diawling znajdują się na terenie Transgranicznego Rezerwatu Biosfery Delty Senegalu. W jego skład wchodzi też rezerwat Chat Tboul, przylegający do Parku Narodowego Diawling od północy i usytuowany u atlantyckiego wybrzeża wokół obszaru dawnego ujścia Senegalu.
23 sierpnia 1994 park objęto konwencją ramsarską. Od 2001 roku jest uznawany przez BirdLife International za ostoję ptaków IBA. Transgraniczny Rezerwat Biosfery Delty Senegalu ustanowiono w 2012.

## Geografia

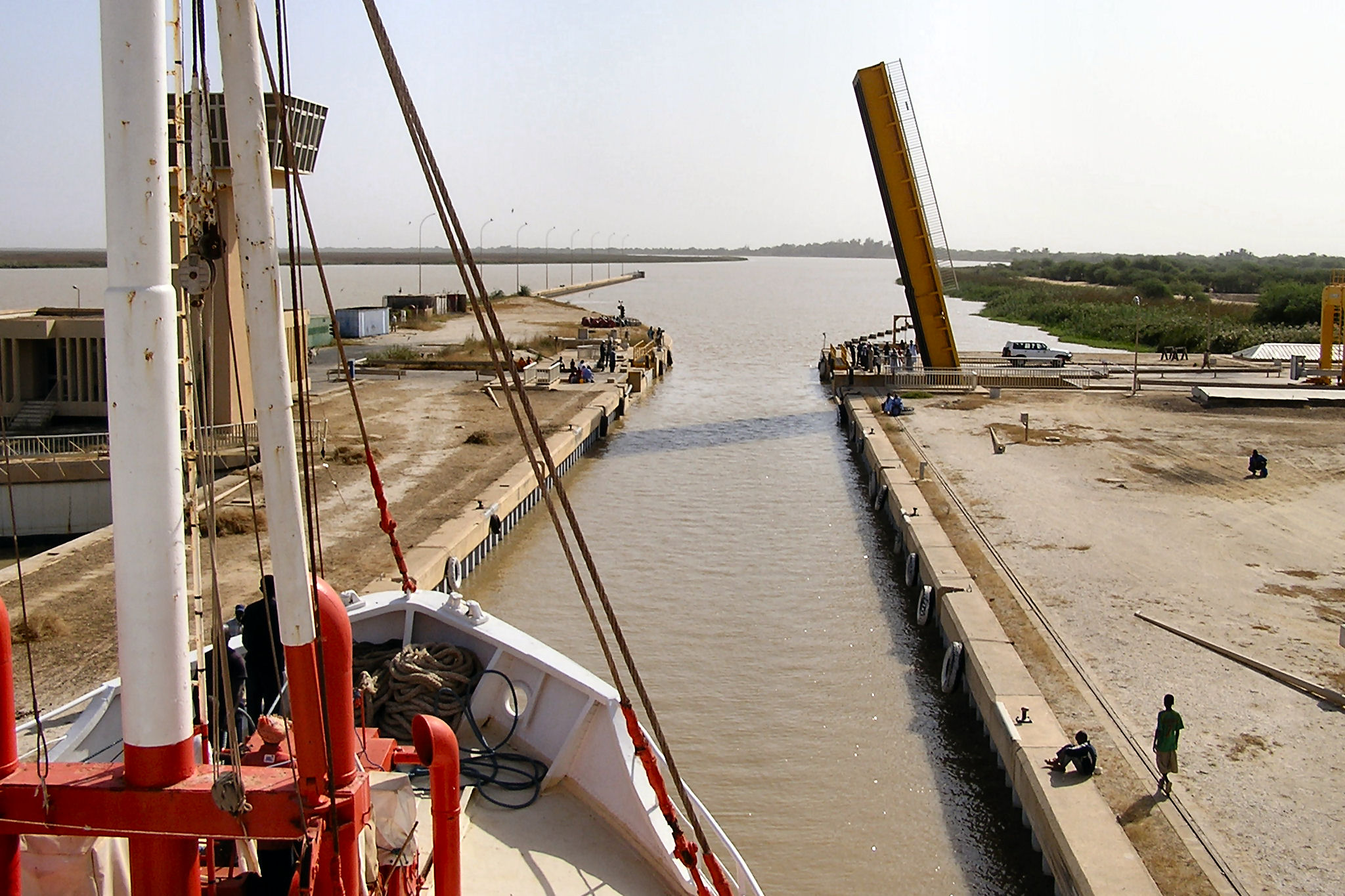
Zdjęcie wykonane z tamy Diama, mieszczącej się przy południowej granicy parku, w kierunku północnym

Park obejmuje słonowodne tereny zalewowe, miejscowo również mokradła i wydmy wyznaczające zachodnią granicę parku. W jego granicach znajdują się trzy nadbrzeżne laguny i namorzyny. W niższej części delty Senegalu przeciętna roczna suma opadów to 300 mm, przy czym w sierpniu i wrześniu mogą zdarzać się intensywne opady. Średnia roczna suma opadów jest jednak mało znaczącym wskaźnikiem, ponieważ w regionie dolnej delty Senegalu ulega znacznym wahaniom między poszczególnymi latami. Pora deszczowa trwa od połowy czerwca do połowy października. Pora sucha rozpoczyna się w połowie października i kończy w połowie czerwca, jednak dodatkowo można ją podzielić na okres z dominującymi niższymi temperaturami, do połowy lutego, i z wyższymi temperaturami, od połowy lutego. Ze względu na bliskość oceanu wilgotność powietrza jest dość duża.

## Flora
Wydmy są porośnięte przez drzewa z gatunków: Acacia tortilis, akacja senegalska (A. senegal), kolibło egipskie (Balanites aegyptiaca) oraz Euphorbia balsamifera. Po 1994 kilka lat przyniosło większą niż zwykle roczną sumę opadów, co pozwoliło na regenerację sawanny z udziałem A. tortilis. Wydmy pokrywają też zbiorowiska traw: Cenchrus biflorus, Chloris prieurii i Schoenefeldia gracilis. Dalsze od oceanu wydmy cechują się większą różnorodnością gatunkową drzew – występują tu: Acacia nilotica, A. seyal, Parkinsonia aculeata, a także palma Borassus aethiopum. Na równinach aluwialnych szata roślinna jest uboga; na piaszczystych wysepkach rosną tamaryszki Tamarix senegalensis i Arthrocnemum glaucum, a u brzegu strumieni i małych oczek wodnych – A. nilotica. Na niżej położonej części równiny dominują halofity, jak Salsola baryosma. W najczęściej zalewanych obszarach parku pospolicie rośnie trawa Sporobolus robustus. Trawy porastają szczególnie mniej zasolone części parku.

## Fauna
Ostatnie obserwacje manata afrykańskiego (Trichechus senegalensis) i krokodyla nilowego (Crocodylus niloticus) miały miejsce przed ukończeniem tamy w 1986. Hipopotamy nilowe (Hippopotamus amphibius) nie były obserwowane na terenie obecnego Parku Narodowego Diawling od początku lat 60. XX wieku. Wskutek susz zniknęły też z terenu parku inne duże ssaki. Ostatniego lwa afrykańskiego (Panthera leo) odstrzelono w 1970, a gazeli rudoczelnych (Gazella rufifrons) nie obserwowano od 1991. Współcześnie na terenie parku występują szakale złociste (Canis aureus), guźce pustynne (Phacochoerus aethiopicus), żbiki (Felis silvestris), zające płowe (Lepus capensis) i patasy rude (Erythrocebus patas).
Park Narodowy Diawling jest szczególnie istotny dla ptactwa wodnego. BirdLife International wymienia 15 gatunków uznanych za kluczowe dla parku jako ostoi. Prócz ptaków wodnych są to: wróbel cytrynowy (Passer luteus), drozdówka czarna (Cercotrichas podobe), błyszczak kasztanowobrzuchy (Lamprotornis pulcher) i bliski zagrożenia drop arabski (Ardeotis arabs). Był to gatunek pospolity jeszcze pod koniec lat 80. XX wieku, jednak został niemal całkowicie przetrzebiony przez kłusowników, dodatkowo jego liczebność ograniczyło zatrzymanie zalewania terenu. Spośród wymienionych ptaków wodnych większość uznawana jest za gatunki najmniejszej troski, wyjątkiem jest bliski zagrożenia flaming mały (Phoeniconaias minor). Flamingi małe, podobnie jak karmazynowe (P. ruber), są tu spotykane poza sezonem lęgowym. W dolnej delcie Senegalu znajdowały się niegdyś kolonie lęgowe czapli i kormoranów. Rdzenni mieszkańcy wybierali z gniazd jaja i pisklęta. Populacja tych ptaków uległa znaczącej redukcji. Ponownie jednak wzrosła dzięki projektowi zarządzania terenem parku. Przykładowo w 1993 w parku gniazdowało niewięcej niż 30 par kormoranów białoszyich (Phalacrocorax carbo lucidus), w 1999 – ponad 500. Dla kormoranów etiopskich (Microcarbo africanus) w tym samym okresie liczba par lęgowych zwiększyła się z niewięcej niż 50 do ponad 250, ponadto odnotowano ponad 200 par czapli białej (Ardea alba) wcześniej tu nie występującej.